# Zenkō-ji

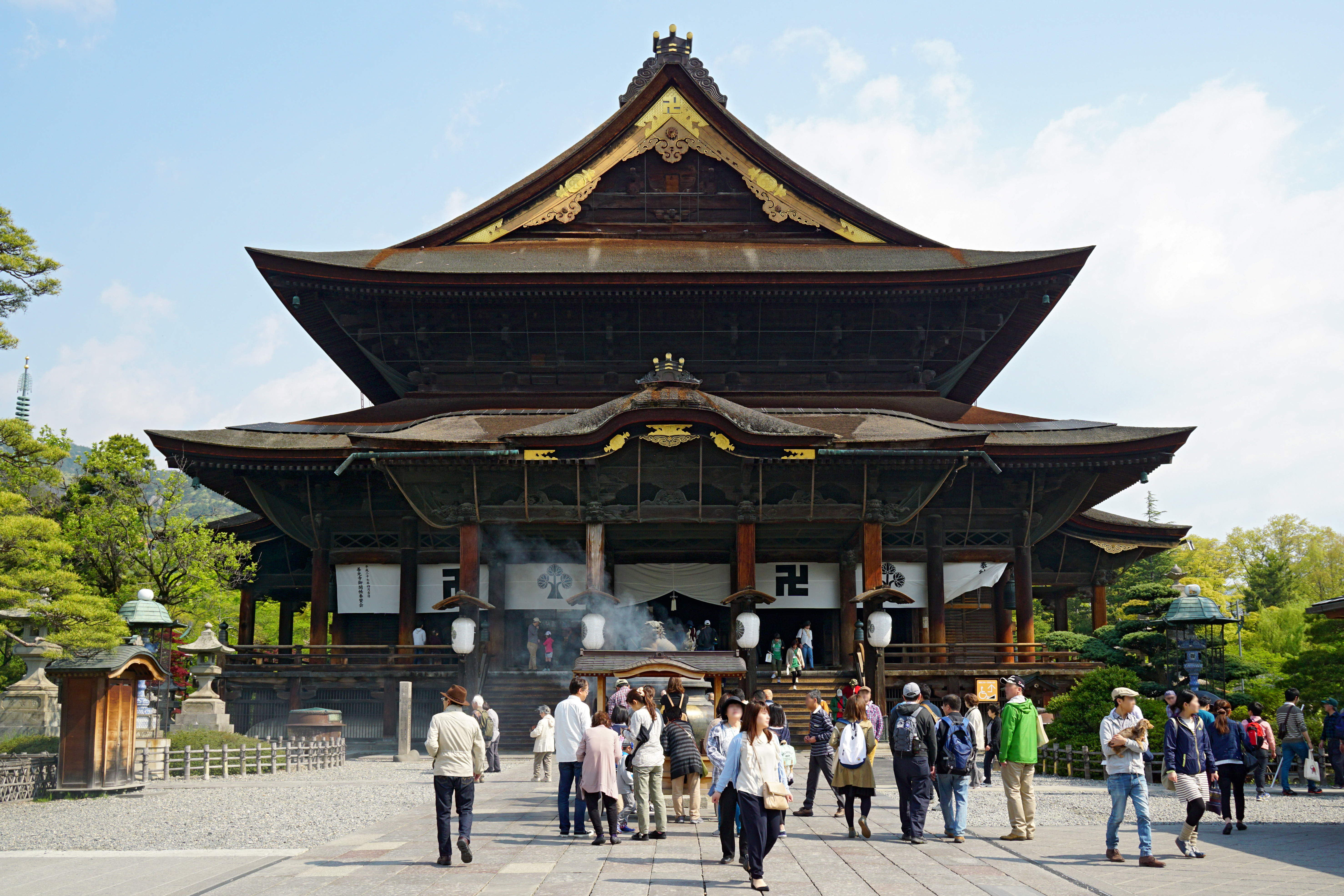
Haupthalle des Zenkō-ji

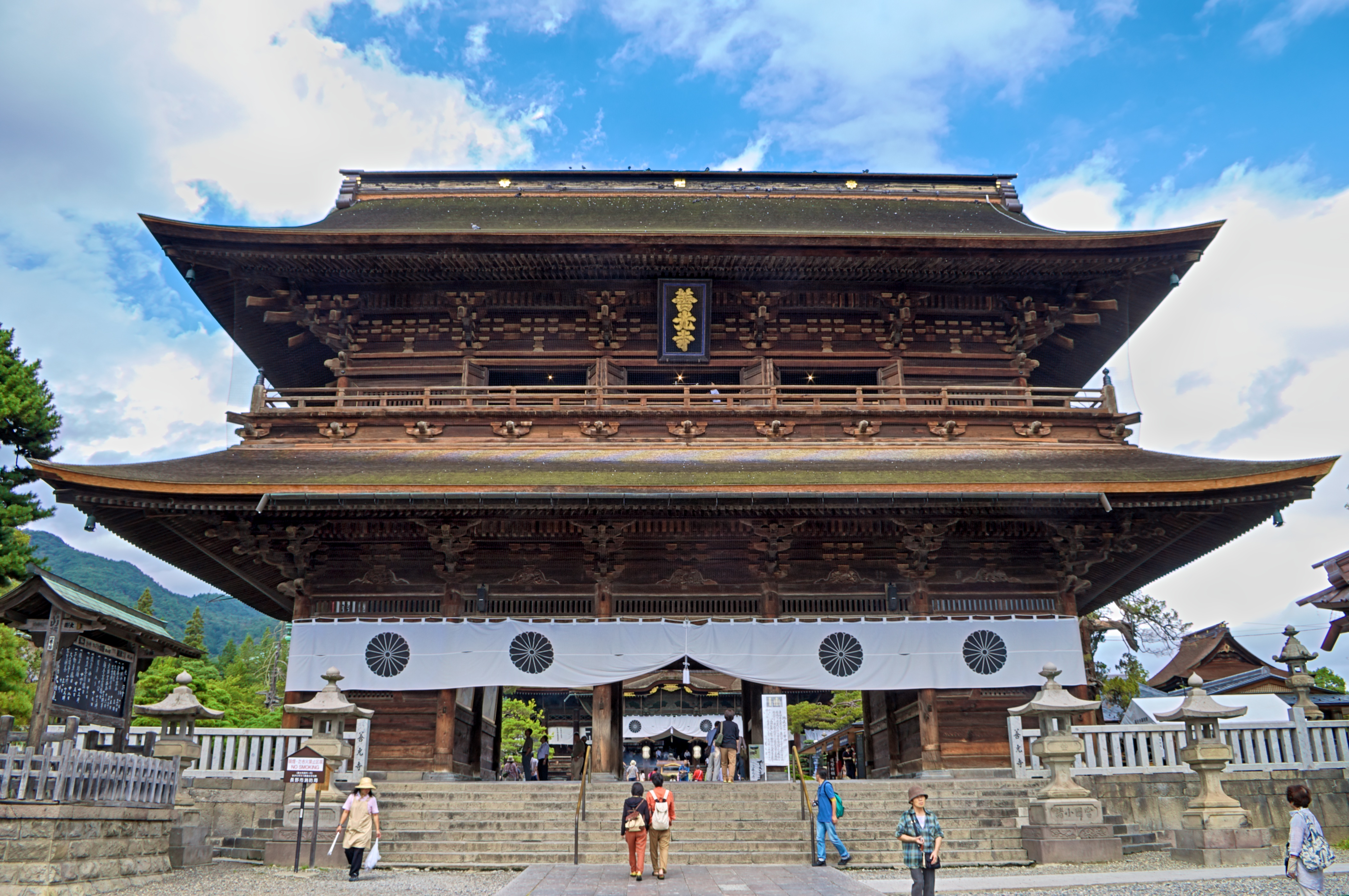
Haupttor

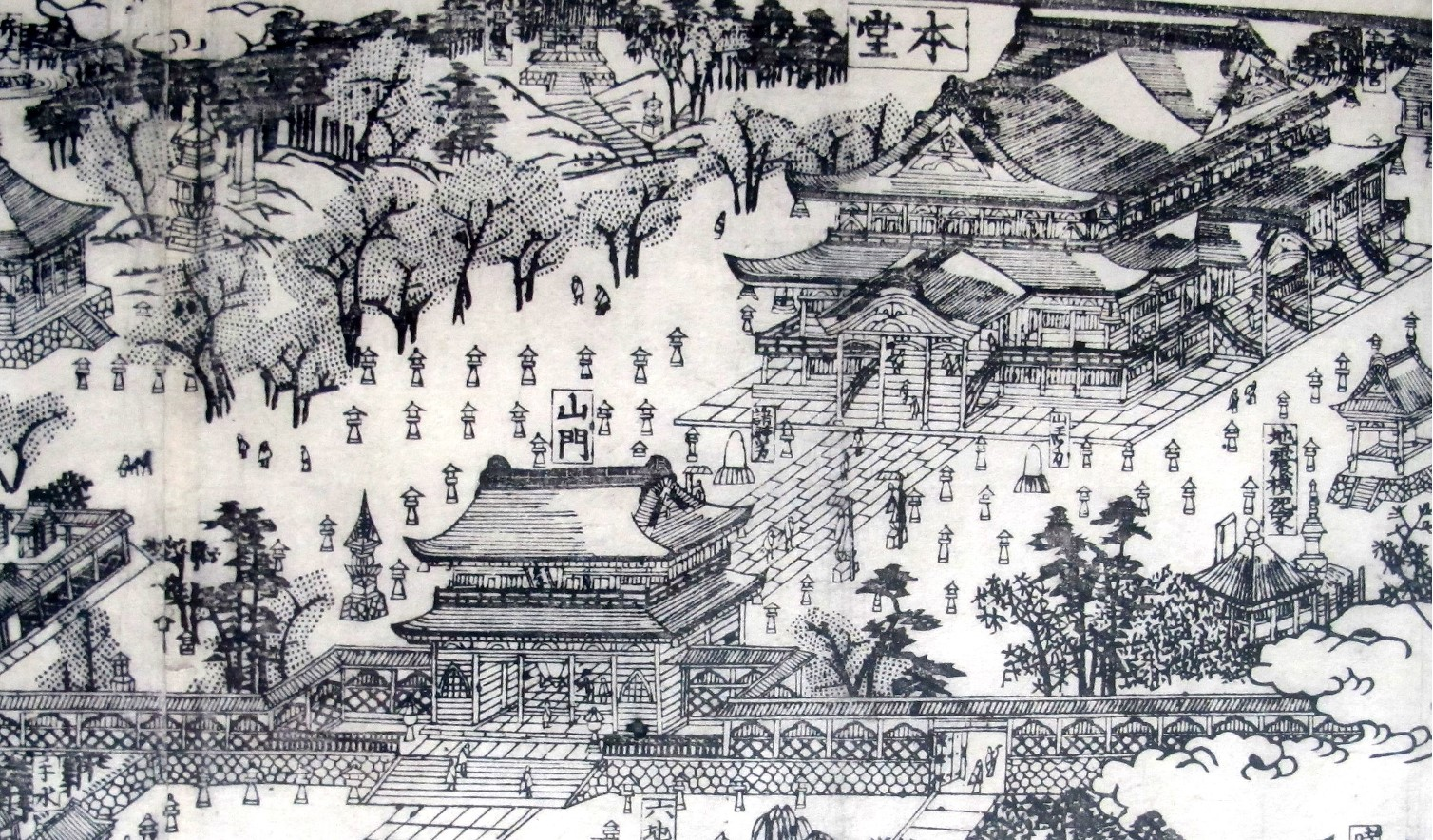
Haupttor (vorne)
und Haupthalle

Der Zenkō-ji (japanisch 善光寺), auch Shinshū Zenkō-ji (信州善光寺) um ihn von anderen gleichnamigen Tempeln zu unterscheiden, ist ein unabhängiger Tempel des Buddhismus im japanischen Nagano in der Präfektur Nagano (früher Shinshū). –  Historische Bedeutsamkeit kommt dem Zenkō-ji als Schauplatz der Auseinandersetzungen zwischen Uesugi Kenshin und Takeda Shingen im 16. Jahrhundert zu, als er als Basis für Kenshin diente.

## Geschichte
Der Tempel wurde unter der Herrschaft des Kaisers Kimmei für die Verehrung einer Buddha-Trinität (一光三尊阿弥陀如来様 Ikkō sanzon Amida Nyorai-sama) errichtet, die nach den Unterlagen des Tempels im Jahr 552 von China über Korea nach Japan gekommen war. Der Tempel ging  durch die Verfolgung der Buddha-Anhänger unter den Mononobe verloren, bis er, unterstützt durch Honda Zenkō (本田 善光), im Jahr 645 seinen gegenwärtigen Standort erhielt. In der Kamakura-Zeit (1192–1333) errichteten Anhänger des Zenkō-ji viele Tempel im ganzen Land, entweder unter demselben Namen oder als „Neu-Zenkō-ji“ (新善光寺 Shin-Zenkō-ji)
In der Sengoku-Zeit geriet der Zenkō-ji in die Auseinandersetzungen zwischen Takeda Shingen und Uesugi Kenshin. Im Jahr 1555 überführte Shingen daher die Tempelschätze nach Kōfu, für die dort ein Zenkō-ji errichtet wurde. Dann konnte der Tempel Toyotomi Hideyoshis Hilfe kurz vor dem Tode 1598 zurück verlegt werden. – Die Tokugawa unterstützten den Tempel als (位牌所 Ihaisho), der dann aber von Bränden heimgesucht wurde. Es wurden Spenden im ganzen Land gesammelt, und 1707 die gegenwärtige Haupthalle eingeweiht werden konnte. – Ursprünglich befanden sich südlich des Tempels Quartiere für die Pilger, ein typisches Monzen (門前), also  eine „Vor dem (Tempel-)Tor“-Ansiedlung. Erst 1897 erhielt diese Ortschaft den Rang einer Stadt.

## Die Anlage

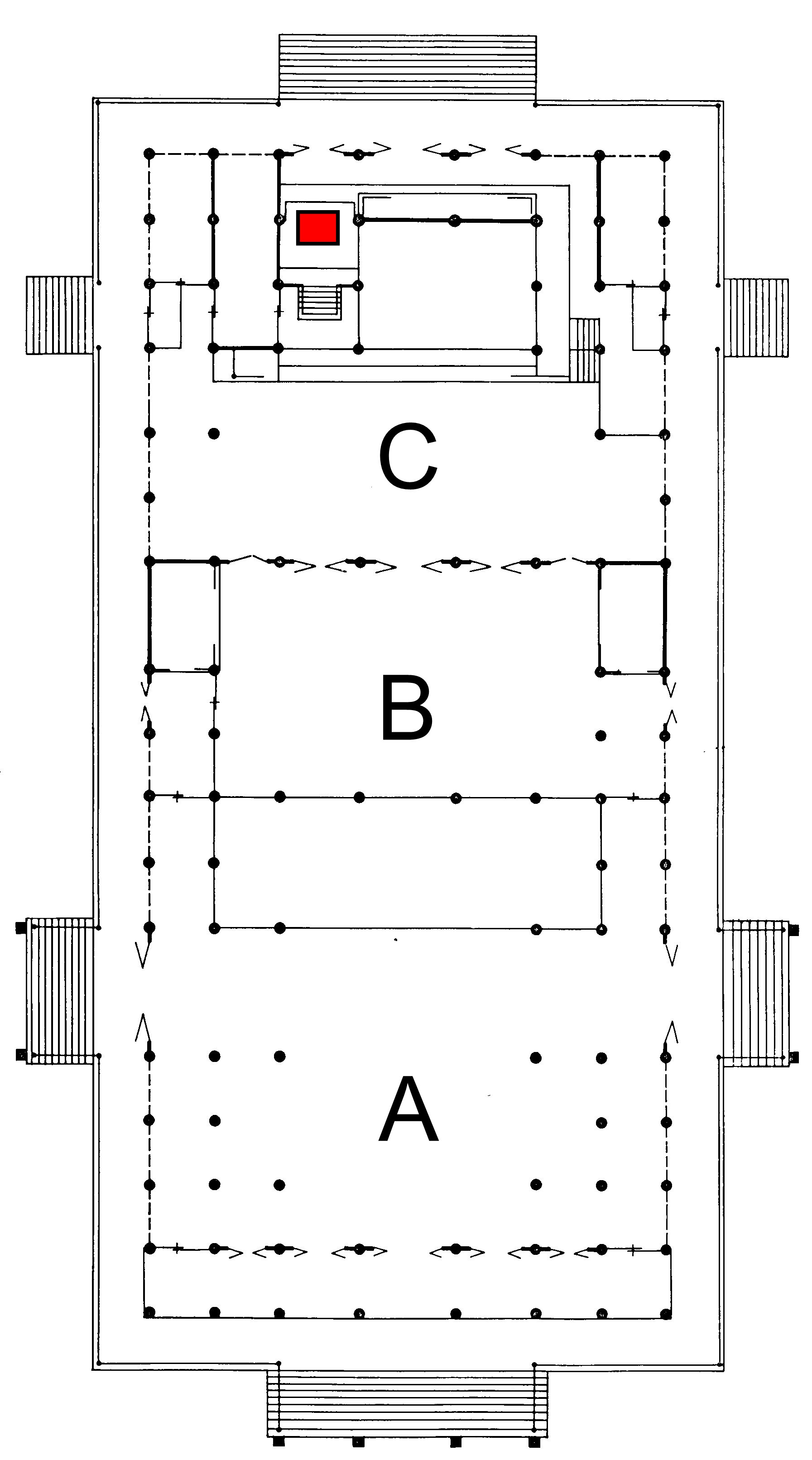
Grundriss der Haupthalle

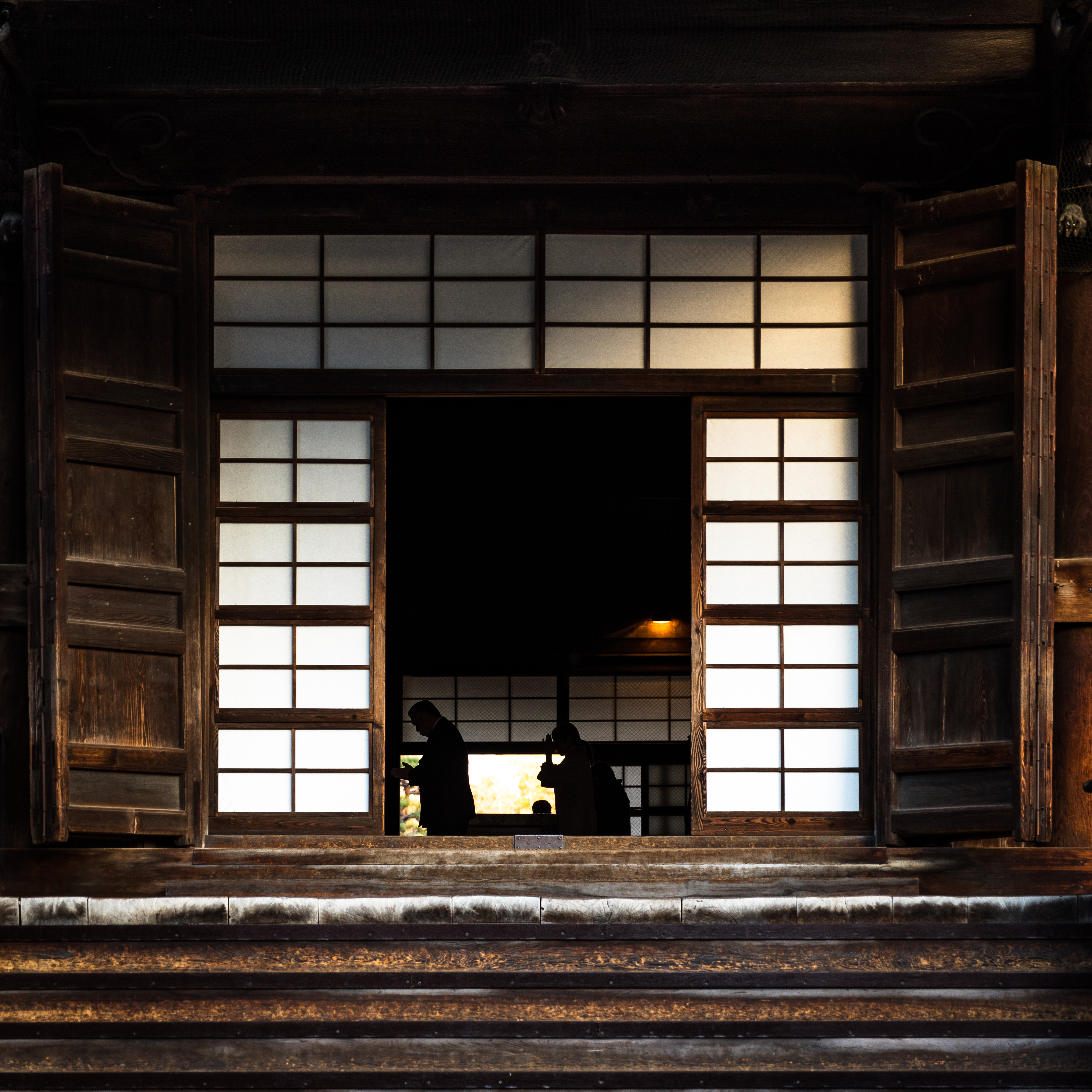
Blick durch einen Seiteneingang der Haupthalle

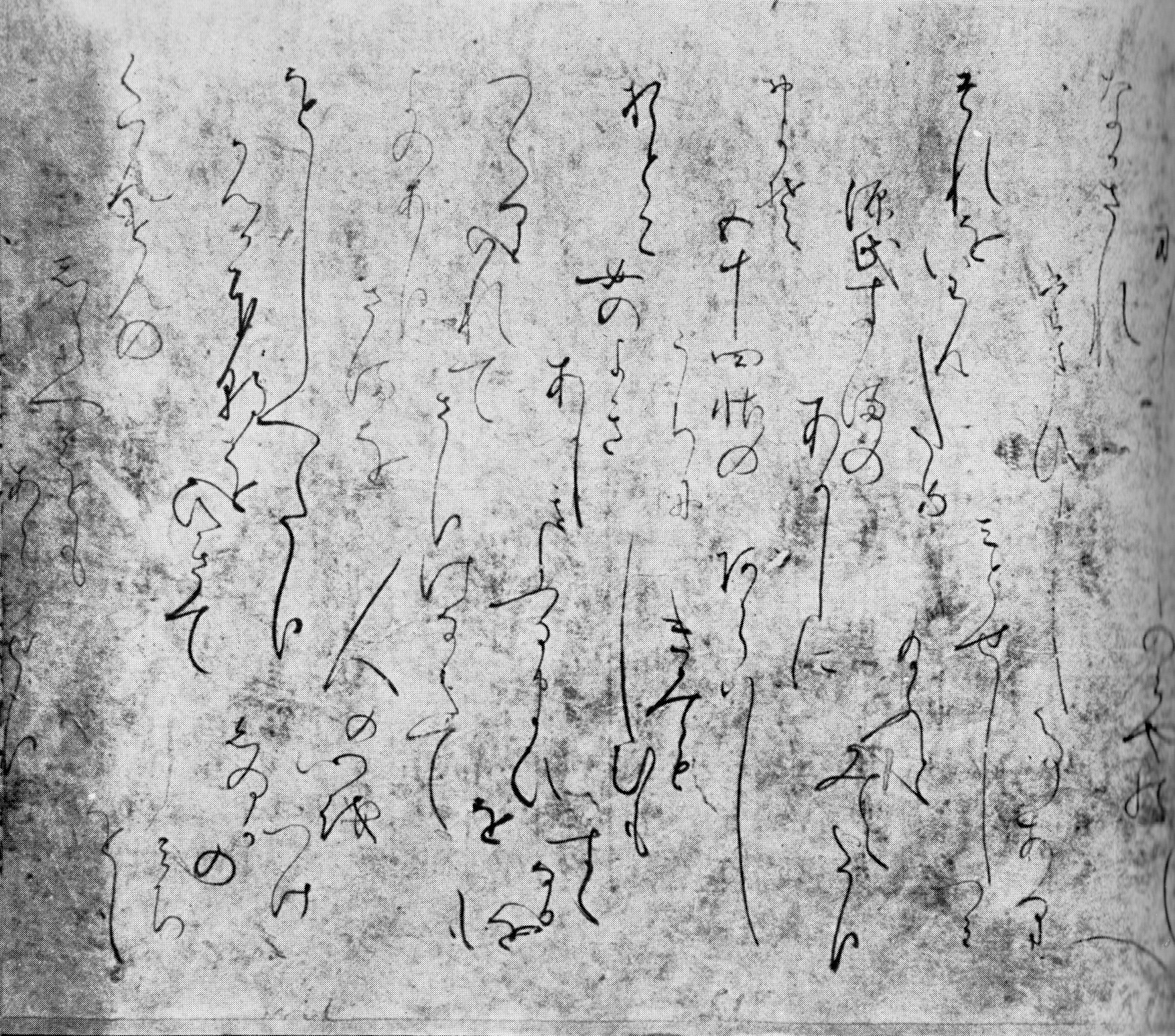
Text zum Genji-Monogatari

(Nationalschätze sind im Folgenden mit ⦿, Wichtige Kulturgüter Japans mit ◎ gekennzeichnet.)
Weit vor dem heutigen Tempelgelände steht an der nach Norden führenden Zugangsstraße das erste Tor, das Niō-mon (仁王門), benannt nach den beiden Tempelwächtern (Niō) aus Holz, die rechts und links im Torgehäuse stehen. Es stammt in dieser Form aus dem Jahr 1752, brannte jedoch zweimal ab. Der gegenwärtige Torbau stammt aus dem Jahr 1918, ist aber im klassischen Stil als Hira-Karamon ausgeführt.
Nach fast 200 m gelangt man zum hoch aufragenden Haupttor (山門 Sammon; ◎) inmitten des Tempelgeländes. Es ist als großes Rōmon erbaut und wurde 1750 fertiggestellt. Die Front ist 16,88 m breit, 6,75 m tief und 15 m hoch, wobei die Dachbreite 22,9 m beträgt. Es ist im gemischten Stil aus „japanischen“ und  „chinesischen“ Anteilen erbaut. Der Schriftzug auf der Tafel über dem Durchgang mit dem Namen des Tempels stammt vom 9. prinzlichen Oberhaupt des Rinnō-ji, also aus der Zeit um 1800. Auch dieses Tor wird durch die beiden Tempelwächter aus Holz geschützt.
Die gegenwärtige Haupthalle (金堂 Kondō; ⦿) wurde 1707 fertiggestellt. Sie ist im sogenannten Shumoku-Stil (撞木造り -zukuri) ausgeführt, das heißt der hintere Teil des Gebäudes schließt sich quer an, so dass der First eine T-Form hat. Die Halle erstreckt sich ungewöhnlich weit, nämlich 53,65 m nach hinten, ist 23,85 m breit und 26,06 m hoch. Damit gehört die Haupthalle zu den größten in Japan. Erbaut wurde die Halle vom Baumeister des Bakufu Kōra Muneyoshi (甲良 宗賀). Sie ist innen in die drei Hallenbereiche Gejin (外陣; A), Naijin (内陣; B) und Nainaijin (内々陣; C) unterteilt.
Im vorderen Bereich steht erhöht das Tsumado (妻戸), auf dem sich zwei Trommeln befinden, mit denen zur Andacht gerufen wird. Daneben steht die Shinran geweihte Kiefer (親鸞松 Shinran-matsu), und in einer Ecke sieht man Yama mit rotem grimmigen Gesicht. 
Im mittleren Bereich stehen rechts und links die Heiligen Miroku und Jizō. Über dem Durchgang zum hinteren Bereich sind auf dunklem Grund die 25 Heiligen aus vergoldetem Kupfer angebracht, die einem Verstorbenen entgegenkommen, um ihn ins Paradies zu geleiten, die 25 Raigō-Butsu (来迎二十五仏). Hier zählt man ausnahmsweise 26 Figuren, die auf stilisierten Wolken zur Erde herunter kommen.
Im hinteren Bereich befindet sich der Ruridana (瑠璃壇) genannte Altar, auf dem sich die Hauptkultfigur, die Amida-Buddha Dreifaltigkeit (rot markiert), befindet. Gewöhnlich ist dieser Amida, als „Verborgener Buddha“ (秘仏 Hibutsu) hinter zwei Vorhängen, die mit einem Phönix und einem Drachen geschmückt sind, verdeckt, nur alle sechs Jahre für die Allgemeinheit zu sehen. Rechts neben diesem Altar ist in einem eigenen Altarraum, dem Gosangyō-no-ma (御三卿の間), die Büste des Tempelgründers Honda Zenkō, eingerahmt von seiner Frau und seinem Sohn, zu sehen. In diesem hinteren Bereich befindet sich auch der Zugang zum Kaidan-meguri (戒壇巡り): Man geht eine Treppe hinunter und dann weiter durch  einen engen und dunklen Gang, der direkt unter den Altar führt. Dort soll man das „Türschloss zum Paradies“ (極楽の錠前 Gokuraku no jōmae) berühren, das Erleuchtung ermöglichen soll. In der Haupthalle konnte man vom Mittelalter bis 1908 eine Nacht verbringen, was „Okomori“ genannt wurde.
Links vom Tempel steht der „Sutren-Speicher“ (経蔵 Kyōzō; ◎) aus dem Jahr 1759. Er hat quadratischen Grundriss und besitzt ein Pyramidendach. Rechts steht das Gestell (鐘楼 Shōrō) für die Tempelglocke aus dem Jahr 1853. Die Glocke (梵鐘 Bonshō; registriert als Wertvolles Kunstobjekt (重要美術品 Jūyō bijutsu-hin)) stammt aus dem Jahr 1667. Sie wird täglich von 10 bis 16 Uhr jede Stunde geschlagen. Mit dem Läuten dieser Glocke wurden die Olympischen Winterspiele 1998 eröffnet. In der „Buddha-Halle“ (釈迦堂 Shakadō; ◎) ist Shaka Nyorai auf dem Sterbebett liegend zu sehen, und zwar nicht als Bild, sondern – einmalig in Japan – als liegende Bronzefigur (釈迦涅槃像 Shaka nehan-zō; ◎) von 1,66 m Länge. Sie stammt aus der Kamakura-Zeit.
Das Daikanshin (大観進) im Südwesten ist ein von Mauern umgebener Tempelbereich, in dem sich Abtresidenz, Gebetsstätten und auch das Quartier für den besuchenden Kaiser befindet.
Im Nordwesten des Geländes steht seit 1979 eine turmartiges Gebäude, das Chūrein-den (忠霊殿), das den Kriegstoten gewidmet ist. Es ist die einzige buddhistische Gedenkstätte dieser Art in Japan.

## Tempelschätze
Zu den Tempelschätzen gehört eine Schriftrolle zum Genji-Monogatari, das im Daikanshin aufbewahrt wird. Über die Herkunft, den Autor, die genauen Umfang ist nichts bekannt, so dass sie Schriftrolle unter dem vorläufige Namen „Schrift zum Genji-Monogatari“ (源氏物語事書 Genji-Monogatari jisho) geführt wird. Die Rolle ist 26 cm breit und 8,72 lang und ist beidseitig beschrieben. Die Vorderseite ist ein in Kambun gehaltener Sutra-Text, die Rückseite mit dem Genji-Kommentar ist in Hiragana verfasst, was typisch für eine Frauen-Handschrift ist. Auf Grund von Schrift-Untersuchungen wurde die Rolle in der Zeit des Namboku-chō, also im 14. Jahrhundert, verfasst.

## Bilder

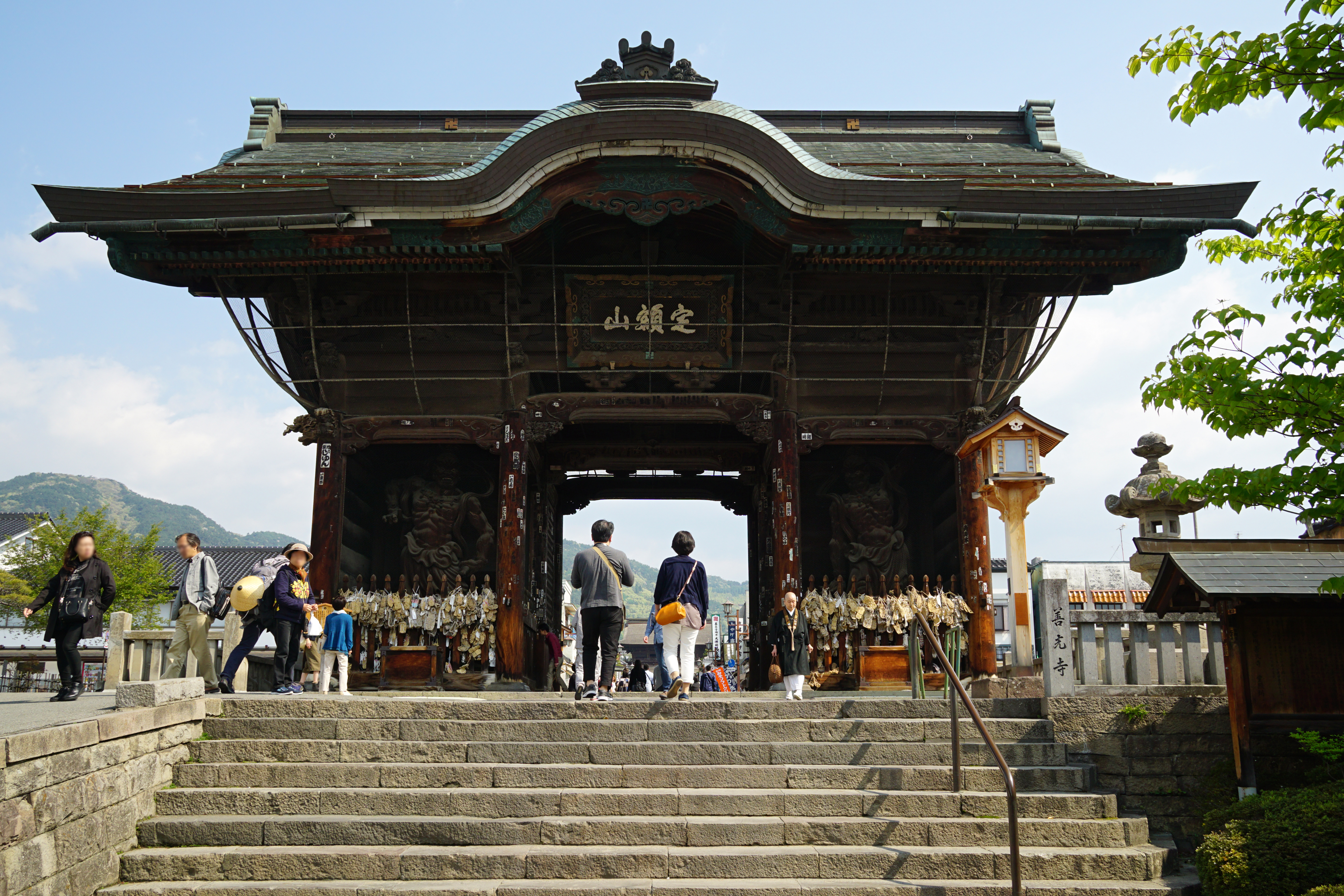
Niō-mon
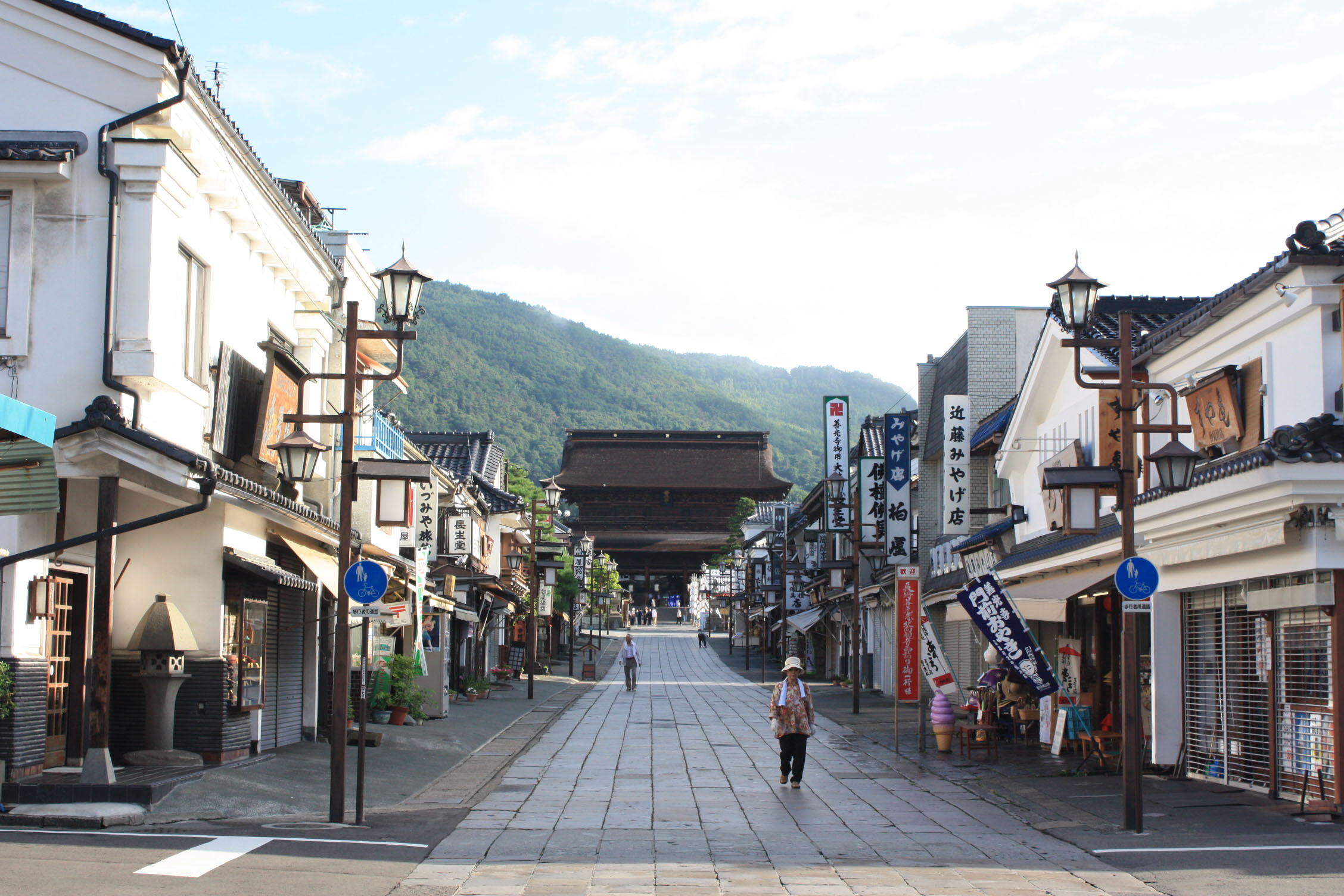
Straße im Tempelbezirk (zwischen Niō-mon und Sammon)
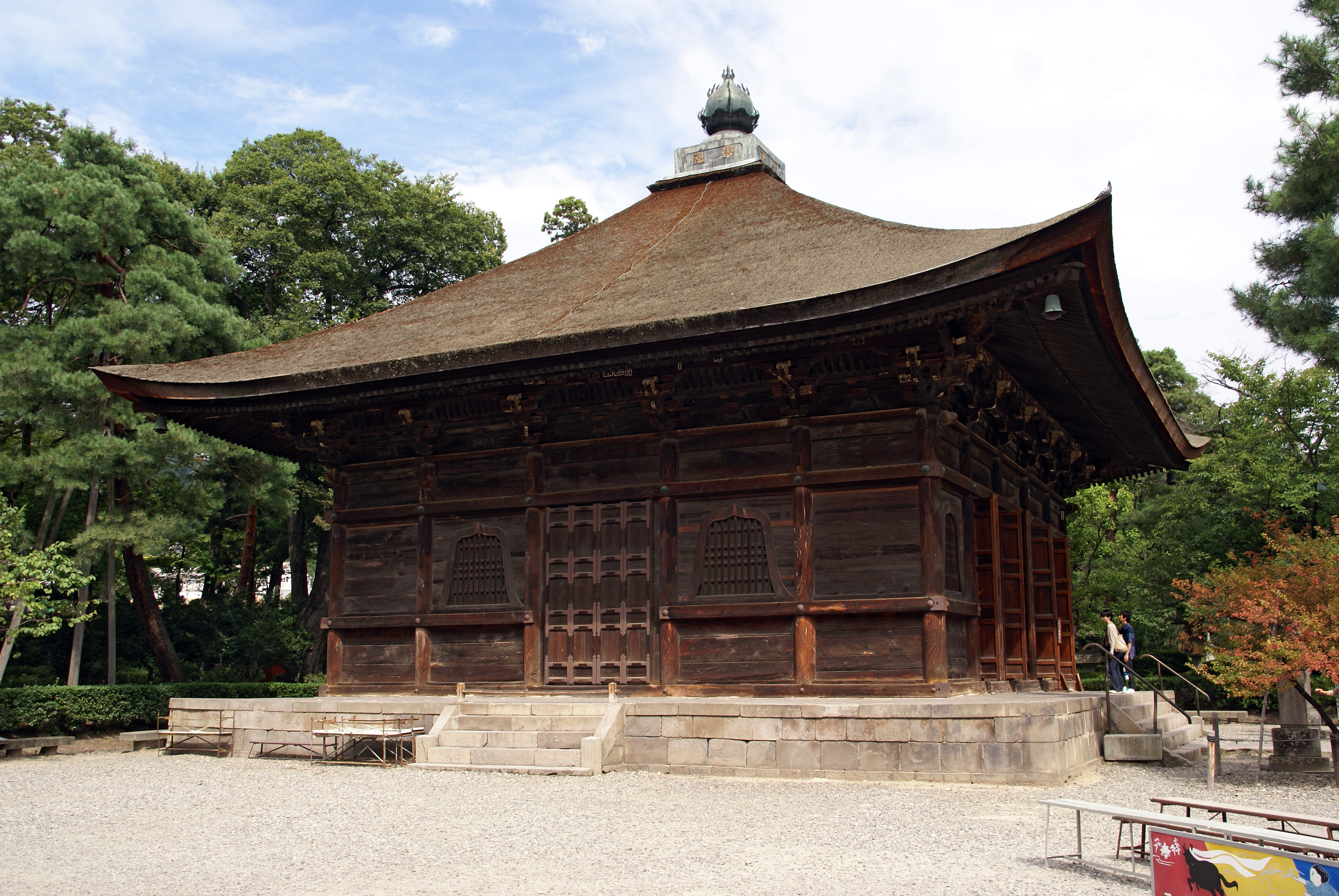
Sutra-Halle
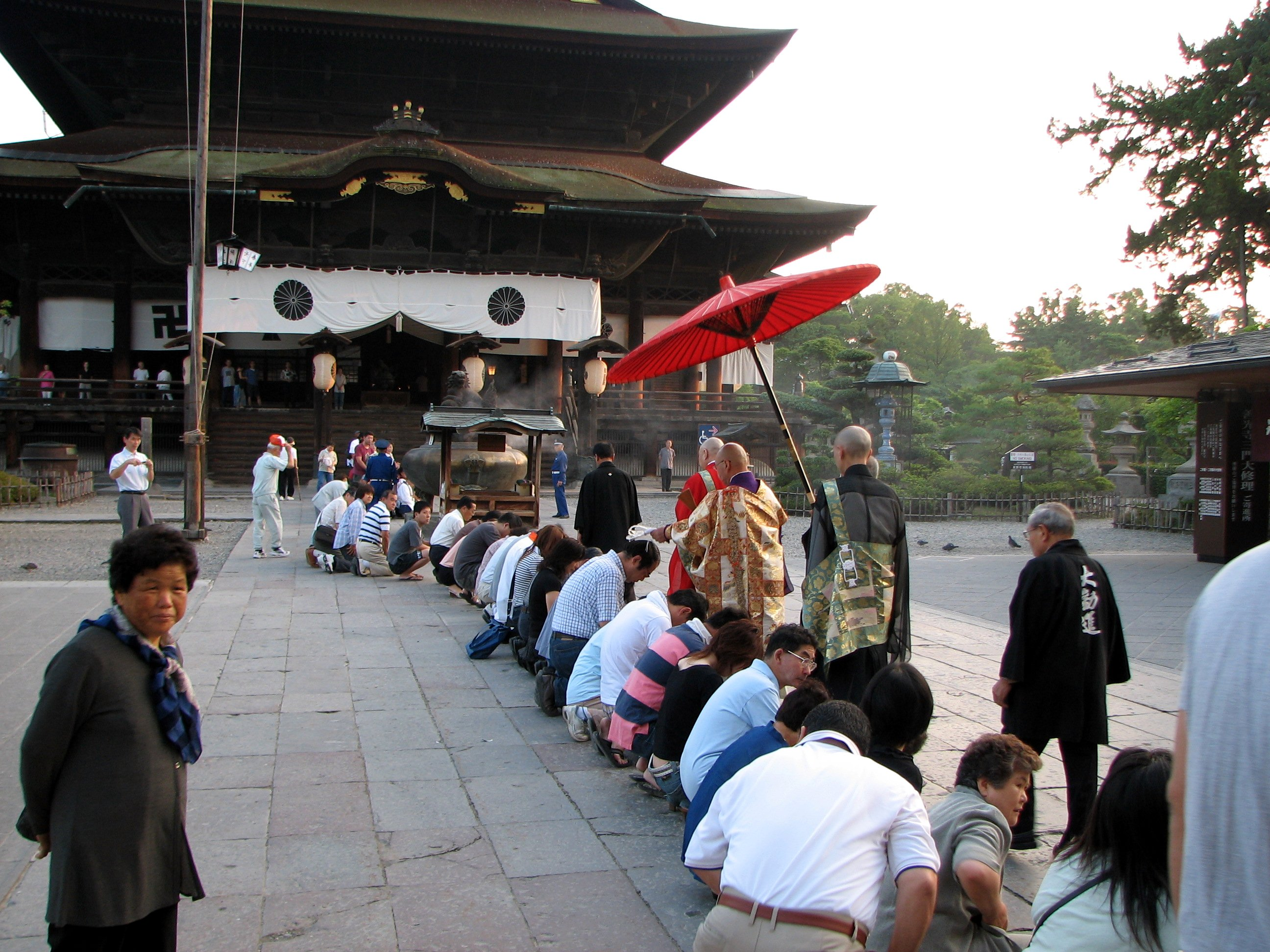
Der Hohepriester segnet Gläubige am Zenkō-ji.
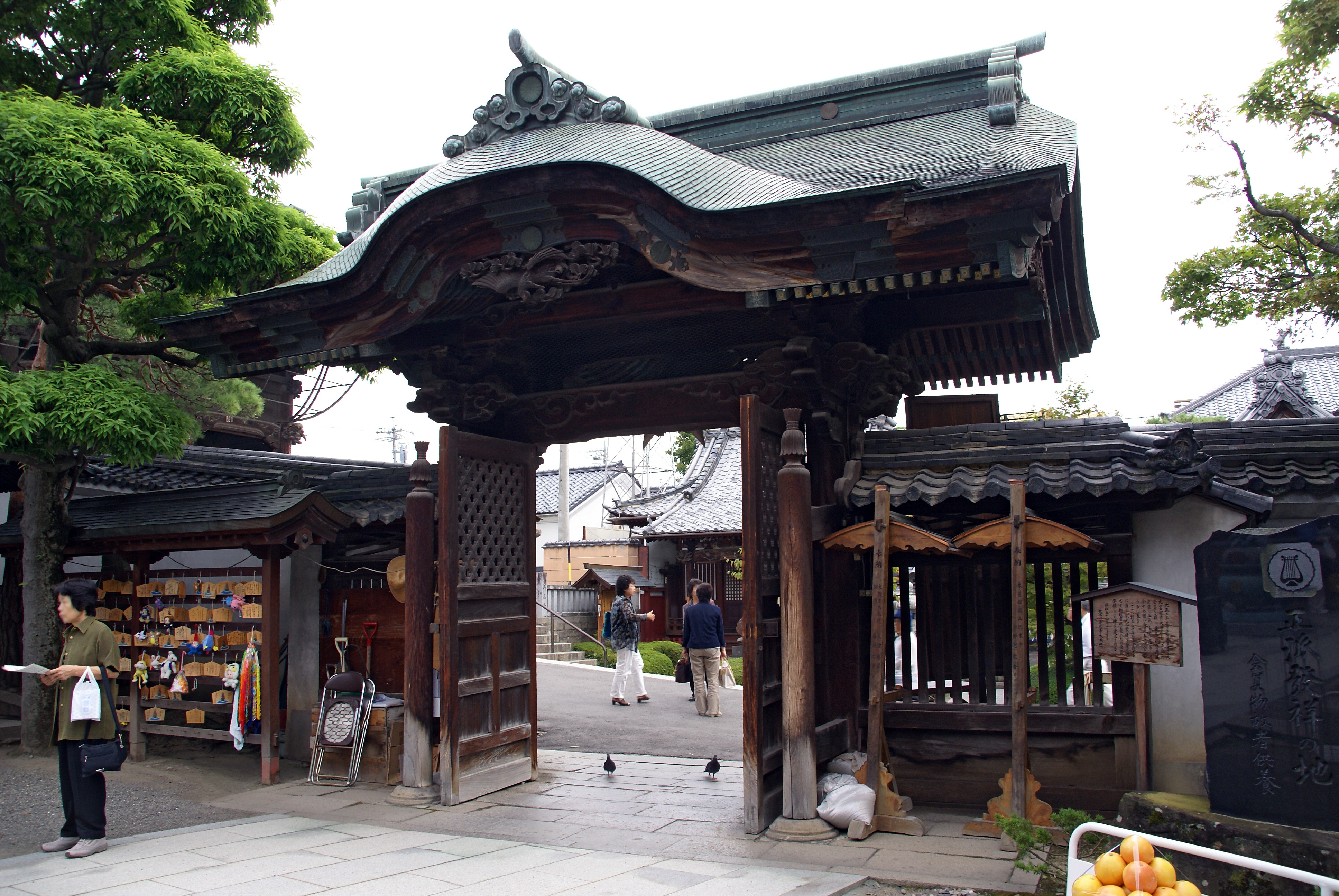
Seitentor

## Der Tempel heute
Zenkō-ji wird gegenwärtig von 39 Priestern der Sekten Tendai-shū (25 Priester) und Jōdo-shū (14 Priester) verwaltet. 
Der Verborgene Buddha wurde zuletzt 2015 für 57 Tage gezeigt. Es wurden 7 Millionen Besucher gezählt.

## Olympische Spiele
Aus Protest gegen das Vorgehen der Volksrepublik China gegen die buddhistischen Glaubensbrüder in Tibet erteilten die Mönche der Wahl des Tempels als Startpunkt für den Olympischen Fackellauf 2008 in Japan eine Absage.